# Léandre Valéro
Pour les articles homonymes, voir Valero (homonymie).
Léandre Valero, né à Oran le 12 octobre 1923 et mort à Amilly le 20 août 2011, est un militant communiste libertaire et syndicaliste français.

## Biographie
Fils d’un militant anarchiste andalou établit en Algérie, Léandre Valero naît à Oran le 12 octobre 1923.
Durant la Seconde Guerre mondiale, il rejoint les Forces françaises libres (FFL) et participe à la Libération de la France. En juin 1946, il est envoyé pour combattre en Indochine mais, une fois sur place, il tente de venir en aide au Vietminh en organisant un trafic d’essence volée à l’armée française. Considéré comme un élément « démoralisant », il est réexpédié en France métropolitaine durant l’été 1946.
Léandre Valero s’installe pour un temps à Paris et adhère à la Fédération anarchiste qui se transformera en Fédération Communiste Libertaire (FCL) en 1953.

En 1948, il déménage à Auxerre où il travaille comme ouvrier ajusteur-outilleur dans l’usine métallurgique Gary. Il monte alors une section syndicale CNT-AIT dans l’entreprise et parviendra à se faire élire délégué du personnel titulaire sous cette étiquette.
En juillet 1954, il quitte Auxerre pour aller s’installer à Alger où il travaillera comme ouvrier aux établissements Henri Hame. À Alger, il prend contact avec le Mouvement libertaire nord-africain (MLNA), l’organisation sœur de la FCL en Algérie, dont il devient le secrétaire à partir du mois de septembre.
Après la Toussaint rouge qui marque le début de la Guerre d’Algérie, la FCL et le MLNA s’engagent du côté des indépendantistes algériens.
Léandre Valero et le MLNA apportent d’abord leur soutien aux messalistes du Mouvement national algérien (MNA). Léandre Valero sera notamment la « boîte aux lettres » du MNA, se chargera occasionnellement de véhiculer les dirigeants de l’organisation indépendantiste algérienne et distribuera les tracts du MNA destinés à la population algérienne.
En août 1955, il quitte Alger pour s’installer dans le Constantinois où il obtient un poste de chef d’atelier. Sur place, il entre en contact avec les maquis du Front de libération national (FLN) à qui il fait passer des armes grâce à des contacts qu’il avait conservé au sein de l’armée française.
En août 1956, il décide de retourner clandestinement en France métropolitaine pour échapper à une mobilisation dans la l'infanterie territoriale.
En 1958, profitant d’une amnistie, il retourne s’installer à Auxerre et se fait embauche chez Fruehauf. Il adhère alors à la Confédération générale du travail et entrera en 1960 au secrétariat de l’Union Départementale-CGT de l’Yonne. Il sera l’un des principaux animateurs du mouvement de mai 1968 dans le département.
Retraité en 1983, Léandre Valero adhère à Alternative libertaire de 1991 à 2000. À partir de 2000, il soutient la création du groupe de la CNT-AIT de l'Yonne, qui tient ses réunions chez lui. 
Léandre Valero meurt à Amilly le 20 août 2011  à l'âge de 87 ans.

## Documentaire vidéo
- Guillaume Lenormant, Daniel Goude, Une résistance oubliée (1954-1957). Des libertaires dans la guerre d’Algérie, DVD, 2001, voir en ligne.

## Notices
- Dictionnaire international des militants anarchistes : Léandre Valéro.
- Dictionnaire des anarchistes, « Le Maitron » : notice biographique.
- Dictionnaire biographique du mouvement ouvrier français : notice biographique.